# بهمنش
بهمنش یک نام خانوادگی است. افراد سرشناس با این نام از این قرارند:
- عطاءالله بهمنش، ورزشکار، مدیر، گزارشگر، خبرنگار و روزنامه‌نگار ورزشی ایرانی
- هومن بهمنش، مدیر فیلمبرداری ایرانی
- رحمان بهمنش، نمایندهٔ حوزهٔ انتخابیهٔ مهاباد در دورهٔ ششم مجلس شورای اسلامی
- منوچهر نیستانی، شاعر ایرانی
- دکتر آزاد بهمنش ، نویسنده، پژوهشگر، مدرس دانشگاه در حوزه های معماری و معماری داخلی و طراحی محیطی